# Pour me comprendre
Ne doit pas être confondu avec Pour me comprendre (chanson).
Albums de Michel Berger
Celui qui chante
(1994) Chanter pour ceux...
(2008)
Singles
1. La Fille au sax[2]
Sortie : Juillet 2002

Pour me comprendre est un album de compilation de Michel Berger, sorti en 2002. Publié sous différentes versions (un seul CD avec 18 titres, 2 CD avec 40 titres, un long box 3 CD avec 58 titres et l'intégrale de sa carrière), il contient un titre inédit, La Fille au sax, enregistré en 1981 et publié en single promotionnel.
L'album connaît un succès, qui lui permet d'être disque de platine huit mois après sa sortie pour 300 000 exemplaires vendus, puis triple disque de platine en 2006 pour 900 000 exemplaires vendus.

## Liste des titres

### Édition 1 CD
1. La Groupie du pianiste (4:37) (extrait de l'album Beauséjour, 1980)
2. La Fille au sax (3:53) (inédit, enregistré en 1981)
3. Chanter pour ceux qui sont loin de chez eux (3:40) (extrait de l'album Différences, 1985)
4. Laissez passer les rêves (4:50) (extrait de l'album Double Jeu, 1992)
5. Pour me comprendre (3:28) (extrait de l'album Michel Berger, 1973)
6. Diego libre dans sa tête	(2:38) (extrait de l'album Voyou, 1983)
7. Seras-tu là ?	(3:40) (extrait de l'album Que l'amour est bizarre, 1975)
8. Mademoiselle Chang	(4:44) (extrait de l'album Beaurivage, 1981)
9. Les Princes des villes	(5:40) (extrait de l'album Voyou, 1983)
10. Celui qui chante	(3:08)  (extrait de l'album Beauséjour, 1980)
11. Voyou	(4:33) (extrait de l'album Voyou, 1983)
12. Quelques mots d'amour (3:35)  (extrait de l'album Beauséjour, 1980)
13. La Minute de silence (4:25) (extrait de l'album Voyou, 1983)
14. Ça ne tient pas debout (5:06) (extrait de l'album Ça ne tient pas debout, 1990)
15. Message personnel	(2:35) (titre enregistré en 1973, extrait de la compilation Celui qui chante, 1994)
16. Mon piano danse (4:00) (extrait de l'album Mon piano danse, 1976)
17. Superficiel et léger (4:52) (extrait de l'album Double Jeu, 1992)
18. Le Paradis blanc	(6:32)  (extrait de l'album Ça ne tient pas debout, 1990)

### Édition 2 CD
CD 1
| No  | Titre                                              | Durée |
| --- | -------------------------------------------------- | ----- |
| 1.  | La Groupie du pianiste                             | 4:37  |
| 2.  | La Fille au sax (inédit)                           | 3:53  |
| 3.  | Chanter pour ceux qui sont loin de chez eux        | 3:40  |
| 4.  | La Bonne musique                                   | 5:58  |
| 5.  | À moitié, à demi, pas du tout                      | 2:08  |
| 6.  | Laissez passer les rêves (avec France Gall)        | 4:50  |
| 7.  | On n'est pas seul                                  | 1:20  |
| 8.  | Mandoline                                          | 4:37  |
| 9.  | Pour me comprendre                                 | 3:28  |
| 10. | Écoute la musique (Quelle consolation fantastique) | 2:57  |
| 11. | L'amour existe encore                              | 3:13  |
| 12. | Suis ta musique où elle va                         | 2:26  |
| 13. | Maria Carmencita, sourde et muette                 | 2:26  |
| 14. | Mon fils rira du rock'n'roll                       | 6:12  |
| 15. | Diego libre dans sa tête                           | 2:38  |
| 16. | Les Élans du cœur (avec France Gall)               | 4:45  |
| 17. | Où es-tu ?                                         | 3:00  |
| 18. | Seras-tu là ?                                      | 3:40  |
| 19. | Mademoiselle Chang                                 | 4:44  |
| 20. | Chanson pour une fan                               | 3:00  |
| 21. | Ça balance pas mal à Paris (avec France Gall)      | 2:14  |

CD 2
| No  | Titre                                        | Durée |
| --- | -------------------------------------------- | ----- |
| 1.  | Les Princes des villes                       | 6:40  |
| 2.  | Celui qui chante                             | 3:08  |
| 3.  | Lumière du jour                              | 3:54  |
| 4.  | Peut-être toi, peut-être moi                 | 2:55  |
| 5.  | Voyou                                        | 4:33  |
| 6.  | Quand on est ensemble                        | 3:56  |
| 7.  | Quelques mots d'amour                        | 3:35  |
| 8.  | La Minute de silence (avec Daniel Balavoine) | 4:25  |
| 9.  | Ça ne tient pas debout                       | 5:06  |
| 10. | Message personnel                            | 2:35  |
| 11. | Quand on danse (À quoi tu penses)            | 3:15  |
| 12. | L'amour est là                               | 2:16  |
| 13. | Mon piano danse                              | 4:00  |
| 14. | Superficiel et léger (avec France Gall)      | 4:52  |
| 15. | Tant d'amour perdu                           | 3:36  |
| 16. | Jamais partir (avec France Gall)             | 5:08  |
| 17. | Déjà je suis loin                            | 4:05  |
| 18. | Le Paradis blanc                             | 6:32  |
| 19. | Tout feu, tout flamme - Générique            | 1:17  |

## Classements et certifications
| Classement (2002-2003)       | Meilleure place |
| ---------------------------- | --------------- |
| Belgique (Wallonie Ultratop) | 5               |
| Suisse (Schweizer Hitparade) | 23              |

| Classement (2012) | Meilleure place |
| ----------------- | --------------- |
| France (SNEP)     | 52              |

| Région                                                                                                 | Certification | Ventes/Streams |
| --- | ------------- | -------------- |
| France (SNEP)                                                                                          | 3 × Platine   | 900 000*       |
| *Ventes selon la certification ^Mise en rayon selon la certification xNon précisé par la certification |               |                |